# آردا ارمنستان
آردا ارمنستان (به انگلیسی: Arda of Armenia)، ملکه پادشاهی اورشلیم تا سال ۱۱۱۶ و همسر دوم بالدوین یکم اورشلیم بود. بالدوین پس از آن که کنت ادسا شد، با وی که یکی از دختران ارامنه و و نواده پادشاه روپن یکم بود، ازدواج کرد. پس از تاج‌گذاری بالدوین، وی از راه دریا عازم اورشلیم شد اما از جانب بالدوین با این بهانه که در راه توسط دزدان دریایی به وی تجاوز شده است، از وی طلاق گرفت و آردا را مجبور کرد که به صومعه حَنّای قدیس برود. آردا از بالدوین صاحب فرزندی نشد.
بالدیون پس از آردا با آدلاید دل واستو ازدواج کرد اما این ازدواج از نظر پاپ نامشروع بود چرا که وی پیش آدلاید از دوبار ازدواج کرده بود و طلاق  آخر وی از نظر کلیسا مشروع نبود.